# Batalha Makers Brasil
Batalha Makers Brasil é um programa televisivo veiculado no Discovery Channel Brasil, no qual participantes constroem invenções em um laboratório a partir de técnicas de marcenaria, tecelagem e robótica. Adotando o formato de competição em reality show, a disputa vale R$ 50 mil, além do título de melhor Maker do Brasil. Sua estreia foi em 28 de abril de 2019 e reuniu dez competidores de diversas idade de todo o país.

## Apresentadores
O programa é apresentado por Marcelo Tas, Rita Wu, Ricardo Cavallini e Edgar Andrade.

### Marcelo Tas
Marcelo Tas é repórter, apresentador e comentarista televisivo. No ano de 2019, pela primeira em sua carreira, Tas passou a comandar um talk show e apresentar um reality show, o Batalha Makers Brasil.
| “             | Pode parecer paradoxal, pois é uma competição e só uma pessoa ganha, mas um dos quesitos de avaliação é a colaboração. (...) A cultura maker também é esse jeito de olhar o mundo que sofreu transformações com a revolução digital. Nesta cultura, é preciso atualizar-se, usar a ideia do outro, acrescentar algo e dar o crédito. E, depois disso, compartilhar essa ideia de modo aberto, e assim vai… Fiquei surpreso de ver isso em um programa de televisão. | ” |
| — Marcelo Tas | |   |

### Rita Wu
Rita Wu é arquiteta, designer, pesquisadora e ativista do movimento Maker.

### Ricardo Cavallini
Ricardo Cavallini é fundador da Makers, uma plataforma de educação e inovação.

### Edgar Andrade
Edgar Andrade é fundador do Fab Lab Recife, o primeiro laboratório de fabricação digital do Nordeste.

## Produção
O reality show tem a direção de Fabio Ock, assistência de Juliana Carqueijo, desenvolvimento de formato e roteiro de Larissa Tietjen e foi produzido por Paulo Roberto Schmidt  sendo gravado pela Academia de Filmes, na cidade de São Paulo.